# 朝はおまかせアンコーです!
朝はおまかせアンコーです!（あさはおまかせアンコーです）はニッポン放送のラジオ番組。パーソナリティは斉藤安弘（ニッポン放送アナウンサー(当時)）。放送期間は1974年9月2日から1981年4月3日まで。

## 放送時間
- 毎週月曜日 - 金曜日　8:00 - 9:45 （1974年9月2日 - 1975年2月28日）
- 毎週月曜日 - 金曜日　8:00 - 10:00 （1975年3月3日 - 1978年3月31日）
- 毎週月曜日 - 金曜日　8:00 - 9:00 （1978年4月3日 - 1981年4月3日）

## 出演者
- パーソナリティ:斉藤安弘[1]
- アシスタント:
  - 島谷かずよ
  - 馬場直子（不明 - 1978年9月：水曜日、1978年10月 - 1979年3月：月曜日 - 水曜日）
  - 堂尾弘子（不明 - 1978年9月：月曜日 、火曜日、木曜日、金曜日、1978年10月 - 1979年3月：木曜日、金曜日）

## タイムテーブル・コーナー・内包番組

### 1974年9月 -
- モーニングダイヤル
- けさの世論調査
- うつみみどりの二人で話せば
- おはよう ふるさとさん
- とびだせアンコー

### 1975年3月 -
8時00分 - 9時00分
- モーニングダイヤル
- けさの世論調査
- うつみみどりの二人で話せば
- おはよう ふるさとさん
- とびだせアンコー

9時00分 - 10時00分
- クイズの王様 （1975年当時は、毎日1名に1万円の賞金をが当たった[2]）
- 井上よし子のさわやか愛情学
- 交通ニュース
- 天気予報
- ワイワイワイフ
- 男性対女性

### 1976年4月 -
8時00分 - 9時00分
- モーニングダイヤル
- けさの世論調査
- うつみみどりの二人で話せば
- おはよう ふるさとさん

9時00分 - 10時00分
- クイズの王様
- アンコーのさわやかダイヤル
- 交通ニュース
- 天気予報
- ワイワイワイフ
- 男性対女性

### 1977年4月 -
8時00分 - 9時00分
- モーニングダイヤル
- 交通情報
- けさの世論調査
- うつみみどりのフレッシュパートナー
- 交通情報
- おはよう ふるさとさん
- 交通情報

9時00分 - 10時00分
- クイズの王様
- 天気予報
- アンコーの山の手 下町リクエスト
- 交通ニュース
- 天気予報
- ワイワイワイフ
- 男性対女性

### 1977年10月 -
8時00分 - 9時00分
- モーニングダイヤル
- 交通情報
- けさの世論調査
- うつみみどりのフレッシュパートナー
- 交通情報
- 関東一円ふるさと歌謡曲
- 交通情報

9時00分 - 10時00分
- クイズの王様
- 天気予報
- アンコーの山の手 下町リクエスト
- 交通ニュース
- 天気予報
- ワイワイワイフ
- 男性対女性

### 1978年4月 -
- モーニングダイヤル・ラジオ四面記事
- 交通情報
- 意見・体験・大発見
- 沢村貞子の話の交差点
- 交通情報
- あの人この人リクエスト（斉藤によるロケ企画で本番終了後に収録）
- 交通情報

### 1978年10月 -
- モーニングダイヤル・ラジオ四面記事
- 交通情報
- 意見・体験・大発見
- 下條アトムのさわやかトントン拍子（5分間の箱番組）
- 交通情報
- あの人この人リクエスト
- 交通情報

コーナーの変わり目はカッコーの効果音を合図に、アシスタントの堂尾が一言を添えながら時刻を伝えた。

### 1979年10月 -
- モーニングダイヤル・ラジオ四面記事
- 交通情報
- 意見・体験・大発見
- アンコーのさわやかトントン拍子
- 交通情報
- あの人この人リクエスト
- 交通情報

### 1980年10月 -
- モーニングダイヤル・ラジオ四面記事
- 意見・体験・大発見
- アンコーのさわやかトントン拍子
- 交通情報
- アンコーのこちらラジオカー! ナマナマクイズ
- 交通情報

## エピソード
- 1975年当時はリクエスト葉書を寄せたリスナーの中から抽選で花束の他に当時の「愛の国から幸福へ」ブームにあやかる形で、国鉄広尾線「新生 ⇒ 大樹」の切符をプレゼントした[3]。
- 1975年6月3日、フジテレビのワイドショー『小川宏ショー』と二元放送を行った。スタジオ出演中の斉藤安弘の姿がテレビに映し出された一方で、小川宏の生放送中の声がニッポン放送で流れた[4]。

## 5時はおまかせアンコーです!
- LFX488で放送された復活版「ブロードバンド!ニッポン・フライデースペシャル 5時はおまかせアンコーです!」（毎週金曜日 17時00分 - 18時00分、2003年開始、2004年3月26日終了）を担当した。